# Profilaktyka kryminalistyczna
Profilaktyka – prewencja: zapobieganie czemuś, niedopuszczanie do czegoś, przeszkadzanie czemuś.
Prewencja – według definicji A. Normandeau i R. Hasenpuscha: jest to forma społecznej interwencji mająca na celu uniemożliwienie wystąpienia zdarzenia uważanego za niepożądane, czyniąc je niemożliwym, bardziej trudnym, mniej atrakcyjnym albo w inny sposób mniej prawdopodobnym poprzez zmiany w fizycznych, prawnych lub społeczno-ekonomicznych warunkach otoczenia, zmiany w psychologicznych i biologicznych charakterystykach jednostki lub grupy, zmiany w prawnej i oficjalnej ocenie zdarzenia lub zachowania.
Profilaktyka kryminalistyczna jest odwzorowaniem zasady lepiej zapobiegać niż leczyć. Jej zadaniem jest zapobieganie przestępstwom oraz innym ujemnym zjawiskom społecznym poprzez dobranie optymalnej metody pozwalającej uzyskać jak najlepsze rezultaty. <przyp.autora>
Podstawą działania powinna być znajomość problematyki społecznej i ekonomicznej oraz wiedza z zakresu prawa karnego i polityki karnej, kryminologii, kryminalistyki, socjologii i innych nauk.
Działania zapobiegawcze podzielono na dwie grupy:
- zapobieganie przestępstwom zanim zostaną popełnione
- zapobieganie przestępstwom osób wracających do przestępstwa

(Kongres ONZ, Sztokholm 1956 r.)
Definicja B. Hołysta: "Profilaktyka kryminalistyczna to zespół metod i środków mających na celu uniemożliwienie albo utrudnienie dokonania przestępstwa".